# Derechos humanos y desarrollo
Los objetivos de los derechos humanos y del desarrollo convergen en muchos casos y sólo benefician al gobierno y no a la población, aunque puede haber conflicto entre sus diferentes enfoques. Hoy en día, [¿cuándo?] un enfoque basado en los derechos humanos es considerado por muchos como esencial para alcanzar los objetivos de desarrollo. Históricamente, las "cláusulas de las minorías" que garantizan los derechos civiles y políticos y la tolerancia religiosa y cultural de las minorías fueron actos significativos que surgieron del proceso de paz de la Primera Guerra Mundial en relación con el derecho de los pueblos a la  autodeterminación. Supervisado por la Sociedad de las Naciones, el proceso permitía las peticiones de los individuos y era supervisado bajo la jurisdicción del Tribunal Permanente de Justicia Internacional. Las "cláusulas" son una importante señal en la historia de los derechos humanos y del desarrollo.

## Historia de los derechos humanos

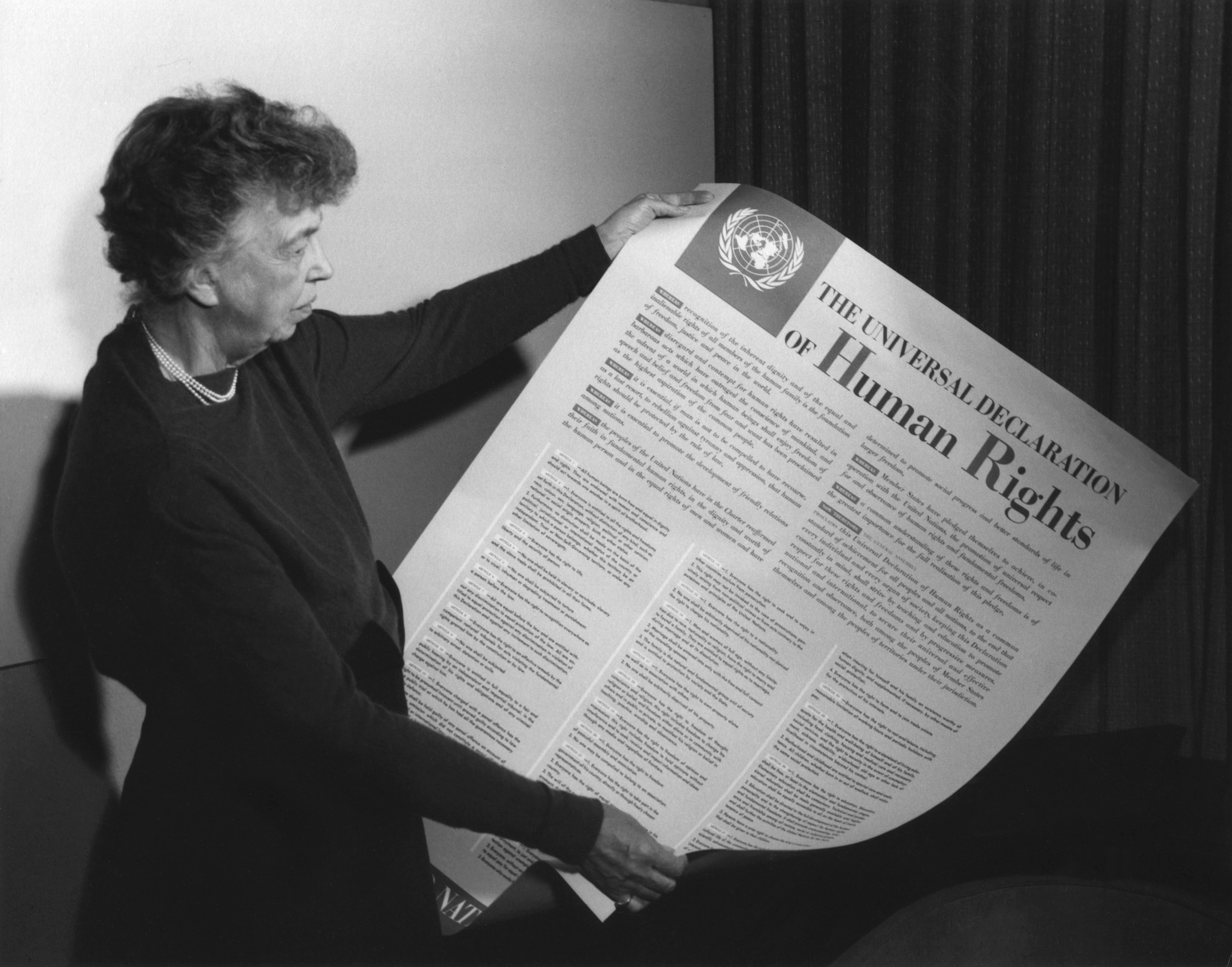
Eleanor Roosevelt con la Declaración Universal de los Derechos Humanos en 1949.

El impulso inicial del actual régimen jurídico y movimiento de los derechos humanos fue una reacción a las atrocidades nazis de la Segunda Guerra Mundial. Los derechos humanos se mencionan de forma importante en la Carta de las Naciones Unidas tanto en el preámbulo como en el artículo 1, aunque de forma escasa. El preámbulo de la Carta de la ONU reafirma "la fe en los derechos fundamentales del hombre, en la dignidad y el valor de la persona humana, en la igualdad de derechos de hombres y mujeres". Sin embargo, el artículo 2(4) prohíbe el uso de la fuerza y desde entonces se ha utilizado para bloquear las acciones humanitarias, aunque el Capítulo VII prevé medidas de aplicación del Consejo de Seguridad.
La Carta estableció el Consejo Económico y Social, que creó la Comisión de Derechos Humanos de la ONU, actualmente el Consejo de Derechos Humanos de las Naciones Unidas. El capítulo VI de la Carta, titulado Cooperación económica y social internacional, establece en su artículo 55 (c) el "respeto universal y la observancia de los derechos humanos y de los derechos constitucionales para todos, sin distinción de raza, sexo, idioma o religión". El artículo 56 exige a los Estados que adopten medidas conjuntas y separadas en cooperación con la ONU para lograr sus objetivos mutuos. Los derechos humanos son inherentes al progreso de los objetivos económicos, sociales y culturales y, por tanto, al desarrollo humano como tal.
La Declaración Universal de los Derechos Humanos 1948 no es una ley vinculante y refleja la falta de voluntad de los Potencias aliadas para codificar una Carta Internacional de Derechos Humanos en la que todavía influye el temor a que los intereses coloniales se vean afectados negativamente. Los derechos humanos se consideran universales, indivisibles, interdependientes e interrelacionados. René Cassin, uno de los artífices de la declaración, concibió los derechos como divididos en 4 pilares que sostienen el techo un templo, "dignidad, libertad, igualdad, y fraternidad". Los artículos 1 y 2, que constituyen el primer pilar, se refieren a la "dignidad" humana que comparten todos los individuos, independientemente de su religión, credo, etnia, religión o sexo. Los artículos 100-19, el segundo pilar, invocan los "derechos" civiles de primera generación por los que se luchó durante el Ilustración. Los artículos 20-26 del tercer pilar son derechos de segunda generación, relativos a la equidad política, social y económica, defendidos durante la Revolución Industrial. Los artículos 27-28, el cuarto pilar, son derechos de tercera generación asociados a la  solidaridad comunitaria y nacional, defendidos desde finales del siglo XIX. Estos pilares sostienen el techo del templo Los artículos 29-30 representan las condiciones de la sociedad bajo las cuales se pueden realizar los derechos de los individuos

## Declaración sobre el derecho al desarrollo
La Declaración sobre el Derecho al Desarrollo fue proclamada por la AGNU bajo la resolución 41/128 en 1986. con el único voto en contra de Estados Unidos y ocho ausencias. Las Naciones Unidas no reconocen ninguna jerarquía de derechos, y todos los derechos humanos son iguales e interdependientes, el derecho al desarrollo entonces no es un derecho paraguas que englobe o triunfe sobre otros derechos ni es un derecho con el estatus de una mera aspiración política.
El Derecho al desarrollo se considera un derecho humano inalienable en el que todos los pueblos tienen derecho a participar, contribuir y disfrutar del desarrollo económico, social, cultural y político. El derecho incluye 1) el desarrollo centrado en las personas, identificando a "la persona humana" como el sujeto central, participante y beneficiario del desarrollo; 2) un enfoque basado en los derechos humanos que exige específicamente que el desarrollo se lleve a cabo de manera "que todos los derechos humanos y las libertades fundamentales puedan realizarse plenamente"; 3) la participación, que exige la "participación activa, libre y significativa" de las personas en el desarrollo; 4) la equidad, que subraya la necesidad de "una distribución justa de los beneficios" del desarrollo; 5) la no discriminación, que permite "no hacer distinción de raza, sexo, idioma o religión"; y 6) la autodeterminación, que integra la autodeterminación, incluida la plena soberanía sobre los recursos naturales, como elemento constitutivo del derecho al desarrollo.
Se trata de un derecho de tercera generación considerado como un derecho de grupo, de modo que se debe a las comunidades, en contraposición a un derecho individual que se aplica a los individuos. "Es un pueblo, no un individuo, el que tiene derecho a la autodeterminación y al desarrollo nacional y global" Un obstáculo para el derecho está en el difícil proceso de definir "pueblo" a efectos de autodeterminación. Además, la mayoría de los Estados en desarrollo manifiestan su preocupación por las repercusiones negativas de algunos aspectos del comercio internacional, el acceso desigual a la tecnología y la aplastante carga de la deuda, y esperan crear obligaciones vinculantes para facilitar el desarrollo como forma de mejorar la gobernanza y el Estado de derecho. El derecho al desarrollo incorpora tres atributos adicionales que aclaran su significado y especifican cómo puede reducir la pobreza 1) El primero es un enfoque holístico que integra los derechos humanos en el proceso 2) un entorno propicio ofrece condiciones más justas en las relaciones económicas para los países en desarrollo y 3) el concepto de justicia social y equidad implica la participación de la población de los países implicados y una distribución justa de los beneficios del desarrollo con especial atención a los miembros marginados y vulnerables de la población.

## Documentos de Estrategia de Reducción de la Pobreza
Los Documentos de Estrategia de Lucha contra la Pobreza (DELP) se introdujeron por primera vez en 1999 como condición para que los Países Pobres Muy Endeudados (PPME) pudieran optar al alivio de la deuda. La razón de ser del proceso era promover la "propiedad" nacional y local de las políticas macroeconómicas, garantizando que estuvieran suficientemente adaptadas para aliviar la pobreza en los países más pobres. El proceso representa la adopción de los valores de participación y transparencia en la formulación de la política macroeconómica y, por lo tanto, tiene el potencial de dar forma al contenido de estas políticas para satisfacer las necesidades de los pobres.
Los países miembros preparan los documentos de estrategia de lucha contra la pobreza (DELP) en un proceso participativo con las partes interesadas nacionales y los socios del desarrollo, como el Banco Mundial o el Fondo Monetario Internacional. Se actualizan cada tres años con informes de progreso que describen las políticas y programas macroeconómicos, estructurales y sociales del país durante un periodo de tres años o más para promover el crecimiento y reducir la pobreza. Los DELP provisionales (I-PRSP) resumen el conocimiento y el análisis actuales de la situación de la pobreza de un país, describen la estrategia de reducción de la pobreza existente y exponen el proceso para elaborar un DELP plenamente desarrollado de forma participativa.
Los documentos de los países, junto con las evaluaciones conjuntas del personal del FMI y el Banco Mundial que los acompañan, están disponibles en sus sitios web por acuerdo con el país miembro como un servicio para los usuarios de los sitios web del FMI y el Banco Mundial. La introducción de los DELP fue un reconocimiento por parte del FMI y del Banco Mundial de la importancia de la apropiación de los programas de reforma por parte de los países, así como de la necesidad de centrarse más en la reducción de la pobreza. Los DELP pretenden proporcionar el vínculo crucial entre las acciones públicas nacionales, el apoyo de los donantes y los resultados de desarrollo necesarios para cumplir los Objetivos de Desarrollo del Milenio (ODM) de las Naciones Unidas, centrados en la reducción de la pobreza a la mitad entre 1990 y 2015. Los DELP orientan las políticas asociadas a los préstamos en condiciones favorables, así como el alivio de la deuda en el marco de la Iniciativa para los Países Pobres Muy Endeudados (PPME).
El enfoque se basa en cinco principios fundamentales. Las estrategias de reducción de la pobreza deben ser: 1) impulsadas por el país, promoviendo la apropiación nacional de las estrategias a través de una amplia participación de la sociedad civil; 2) orientadas a los resultados y centradas en resultados que beneficien a los pobres; 3) integrales, reconociendo la naturaleza multidimensional de la pobreza; 4) orientadas a la asociación, implicando la participación coordinada de los socios del desarrollo (gobierno, partes interesadas nacionales y donantes externos); y 5) basadas en una perspectiva a largo plazo para la reducción de la pobreza.
En 2001, el Alto Comisionado de las Naciones Unidas para los Derechos Humanos encargó la elaboración de las directrices de 2001 para la integración de los derechos humanos en las estrategias de reducción de la pobreza, que fueron desarrolladas en las directrices de 2005 El Comisionado, en una nota conceptual, también afirma que el marco de los derechos humanos es "una herramienta útil que refuerza las dimensiones de responsabilidad y equidad de las estrategias de reducción de la pobreza". En 2008 se introdujeron estrategias específicas en relación con la Reducción de la Pobreza y la Salud que afirmaban el lugar de los Derechos Humanos en la consecución de los objetivos del Milenio.

## Los derechos humanos y los Objetivos de Desarrollo del Milenio

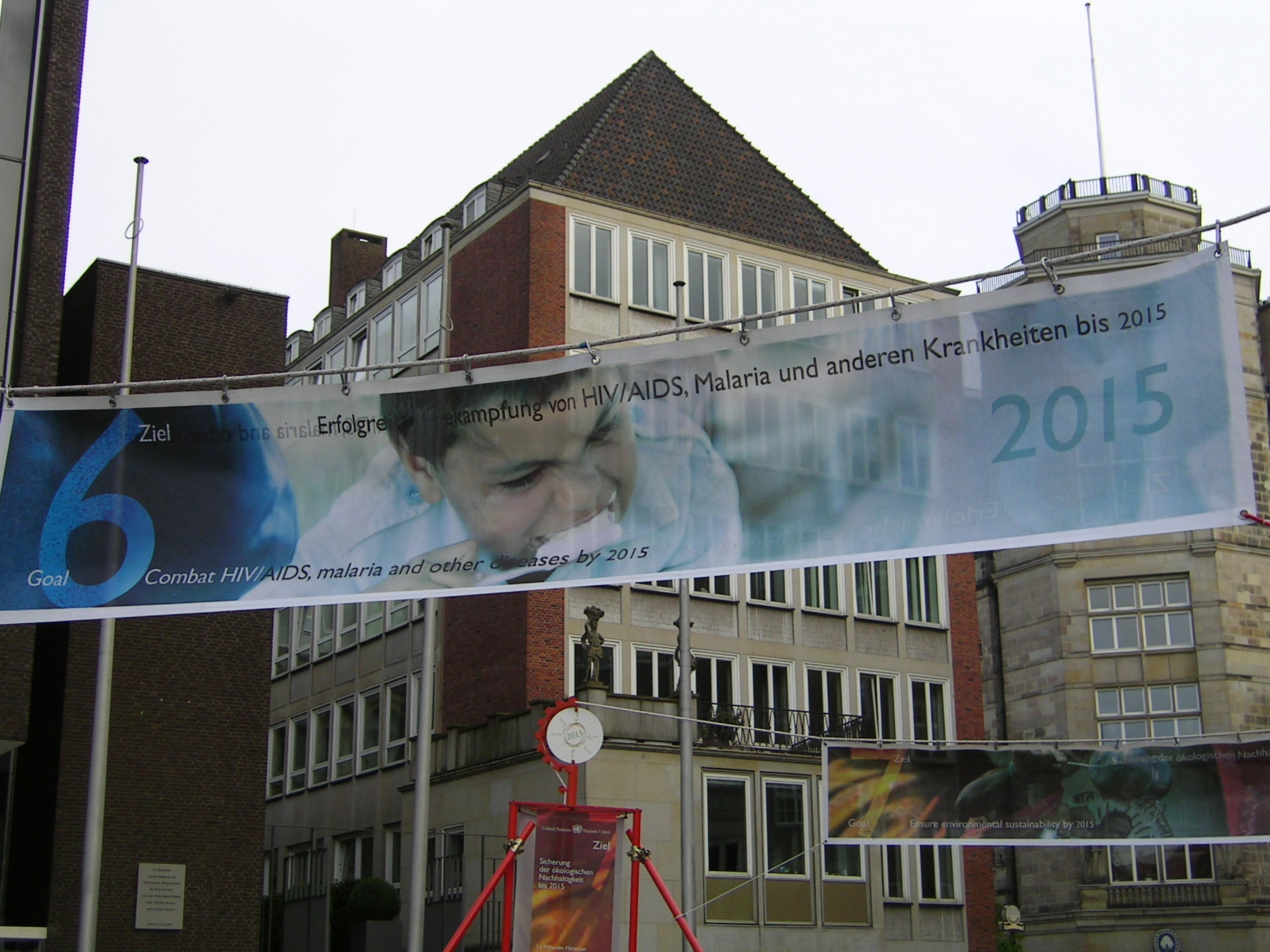
Póster que promueve el sexto Objetivo de Desarrollo del Milenio en Bremen, Alemania.

En septiembre de 2000, los líderes mundiales se comprometieron en la Declaración del Milenio Resolución 55/2 de la ONU sobre temas que incluían la paz, la seguridad, los derechos humanos, el medio ambiente y los objetivos de desarrollo que posteriormente se configuraron en los ocho Objetivos de Desarrollo del Milenio (ODM). Estos objetivos son conjuntos de metas de desarrollo que se centran en reducir la pobreza a la mitad y mejorar el bienestar de los más pobres del mundo para 2015. El FMI contribuye a los objetivos mediante el asesoramiento, la asistencia técnica, la concesión de préstamos a los países y la movilización del apoyo de los donantes.

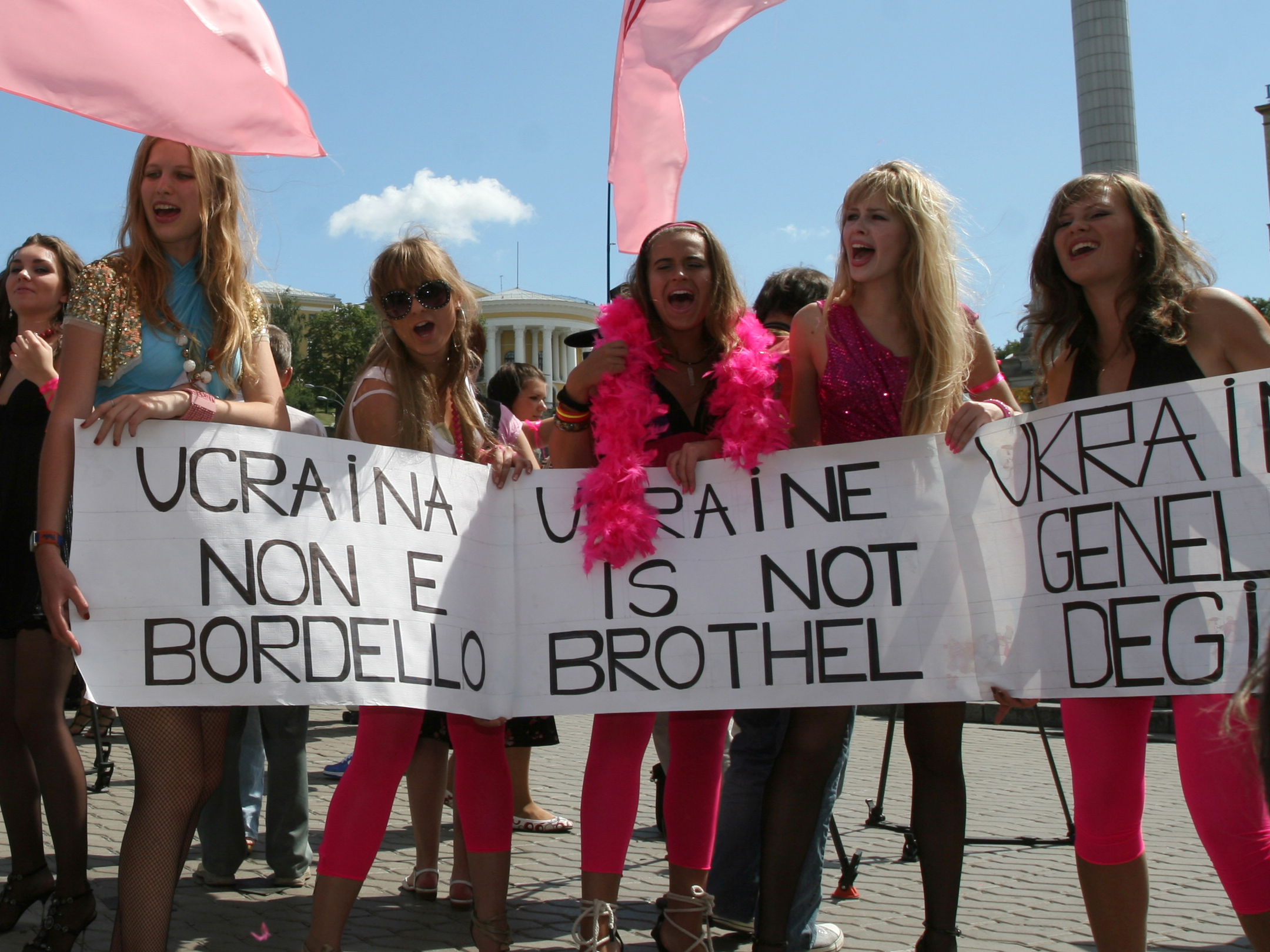
Del documental Ukraine Is Not a Brothel. El grupo radical Femen protesta contra el aumento del turismo sexual en Ucrania.

La Declaración del Milenio considera necesarios seis valores fundamentales para las relaciones internacionales 
1. libertad para criar a los hijos con dignidad, sin hambre y sin miedo a la violencia, la opresión y la injusticia, incluyendo un gobierno democrático y participativo basado en la voluntad del pueblo.
2. igualdad, a ningún individuo o nación se le debe negar la oportunidad de beneficiarse del desarrollo.
3. solidaridad, las desigualdades globales deben gestionarse para distribuir los costes y las cargas de forma justa de acuerdo con los principios de equidad y justicia social, mientras que los que menos se benefician merecen la ayuda de los que más se benefician.
4. Tolerancia, las diferencias dentro de las sociedades y entre ellas no deben ser temidas ni reprimidas, sino apreciadas como un bien precioso de la humanidad, mientras que deben promoverse las culturas de paz y el diálogo entre todas las civilizaciones.
5. Respeto a la naturaleza. Debe mostrarse prudencia en la gestión de todas las especies vivas y de los recursos naturales, a través del Desarrollo sostenible y los modelos insostenibles de producción y consumo deben modificarse en interés del bienestar futuro de nuestros descendientes
6. Responsabilidad compartida, la responsabilidad de gestionar el desarrollo económico y social mundial, así como las amenazas a la paz y la seguridad internacionales, debe ser compartida entre las naciones del mundo y debe ejercerse multilateralmente.

Los derechos humanos han desempeñado un papel limitado a la hora de influir en la planificación de los ODM, aunque existen grandes similitudes entre ellos y el contenido de los ODM, que se asemejan a muchos derechos económicos y sociales. Los ODM proporcionan puntos de referencia para los derechos económicos y sociales, mientras que las estrategias de derechos humanos ofrecen una mayor legitimidad, equidad y sostenibilidad a las políticas de los ODM. La Declaración del Milenio se refiere sustancialmente a los derechos humanos y los líderes se han comprometido a respetar los derechos humanos y las libertades fundamentales reconocidos, incluido el derecho al desarrollo. Los derechos económicos, sociales y culturales, los derechos de las mujeres, de los inmigrantes, de las minorías y de la participación se destacan en la declaración, pero la consecución de los ODM se ha hecho de forma aislada. Las metas de los ODM no se centran suficientemente en las desigualdades dentro de un país y los instrumentos de derechos humanos exigen que se realice inmediatamente un nivel básico mínimo de derechos económicos, sociales y culturales para todos y que se elimine toda discriminación en el ejercicio de los derechos. Las desigualdades dentro de los países conducen a conflictos violentos y los países se centran en los relativamente acomodados entre los pobres para alcanzar una meta concreta de los ODM.
Los ODM van acompañados de 18 metas que se miden con 60 indicadores, aunque la relación entre los objetivos, las metas y los indicadores no siempre está clara. Se promueven una serie de actividades como medio para alcanzar los ODM, tales como la adaptación de los ODM al contexto regional, nacional y local y la realización de evaluaciones de las necesidades nacionales y el seguimiento de los avances a través de informes anuales sobre los ODM.
Los actores no estatales también tienen responsabilidades en materia de derechos humanos con, al menos, un deber mínimo de no interferir en los derechos humanos, como las Directrices de la OCDE Líneas Directrices para Empresas Multinacionales ofrece un sistema de denuncia de las violaciones cometidas por las empresas. Una crítica específica a los ODM es que hacen hincapié en la movilización de recursos financieros y soluciones técnicas, pero menos en la transformación de las relaciones de poder que son parcialmente responsables de los niveles de pobreza.